# RNAS Hatston
La RNAS Hatston (aussi appelée HMS Sparrowhawk) est une base aéronavale de la Fleet Air Arm située un mille au nord-ouest de Kirkwall sur l'île de Mainland aux Orcades. Elle est située stratégiquement à côté de Scapa Flow, une des principales bases de navires de la Home Fleet.

## Histoire
L'aérodrome est construit en 1939. Après la guerre, il devient l'aéroport de Kirkwall jusqu'en 1948, date à laquelle les activités civiles sont transférées à l'actuel aéroport de Kirkwall. Il continue à être utilisé par le Orkney Flying Club jusqu'en 1957, date à laquelle il est fermé.